# Myrmecomantis atra
Myrmecomantis atra är en bönsyrseart som beskrevs av Giglio-tos 1913. Myrmecomantis atra ingår i släktet Myrmecomantis och familjen Amorphoscelidae. Inga underarter finns listade i Catalogue of Life.